# Sixto Soria
Sixto Soria Savigne (Santiago de Cuba, 1954. április 27. –) olimpiai ezüstérmes és amatőr világbajnok kubai ökölvívó.

## Eredményei
- 1976-ban ezüstérmes az olimpián félnehézsúlyban.
- 1978-ban világbajnok félnehézsúlyban.